# 姦姦蛇螺
姦姦蛇螺（かんかんだら）は、日本における、ヘビと人間の女性の特徴が合わさった姿をした妖怪。2009年頃にインターネット上に投稿された「体験談」をきっかけに知られるようになった。

## 概要
姦姦蛇螺は山の中に封印されている妖怪であり、上半身は腕が6本ある裸の人間の女性で、下半身はヘビという姿をしている。封印を破った人間に対して攻撃を行い、特に姦姦蛇螺の下半身を見た人間は命が失われるという。
森の中の、柵と有刺鉄線に囲まれた区域に隔離されている。その中の、6本の木に注連縄を張った6角形の空間に置かれている楊枝状の棒によって封印されている。
姦姦蛇螺は、かつては人間の巫女だった。村人に依頼されて人食いの大蛇の退治に向かったが、返り討ちにあって下半身を食べられしまう。村人は巫女を生贄にすることと引き換えに村に危害を加えないよう大蛇と交渉し、大蛇は吞み込みやすいように村人に巫女の腕を切り落とさせることで了承する。巫女は恨みから、姦姦蛇螺として蘇り、村人を襲うようになった。彼女によって作られた死体には、片腕がなくなっていた。恐れた村人は彼女を山の中に封印したが、完全に無力化することはできなかった。

## 大衆文化
姦姦蛇螺は、『令和のダラさん』、『うしろの正面カムイさん』、『裏世界ピクニック』などの作品で題材となっている。